# Nyzeeländska köket

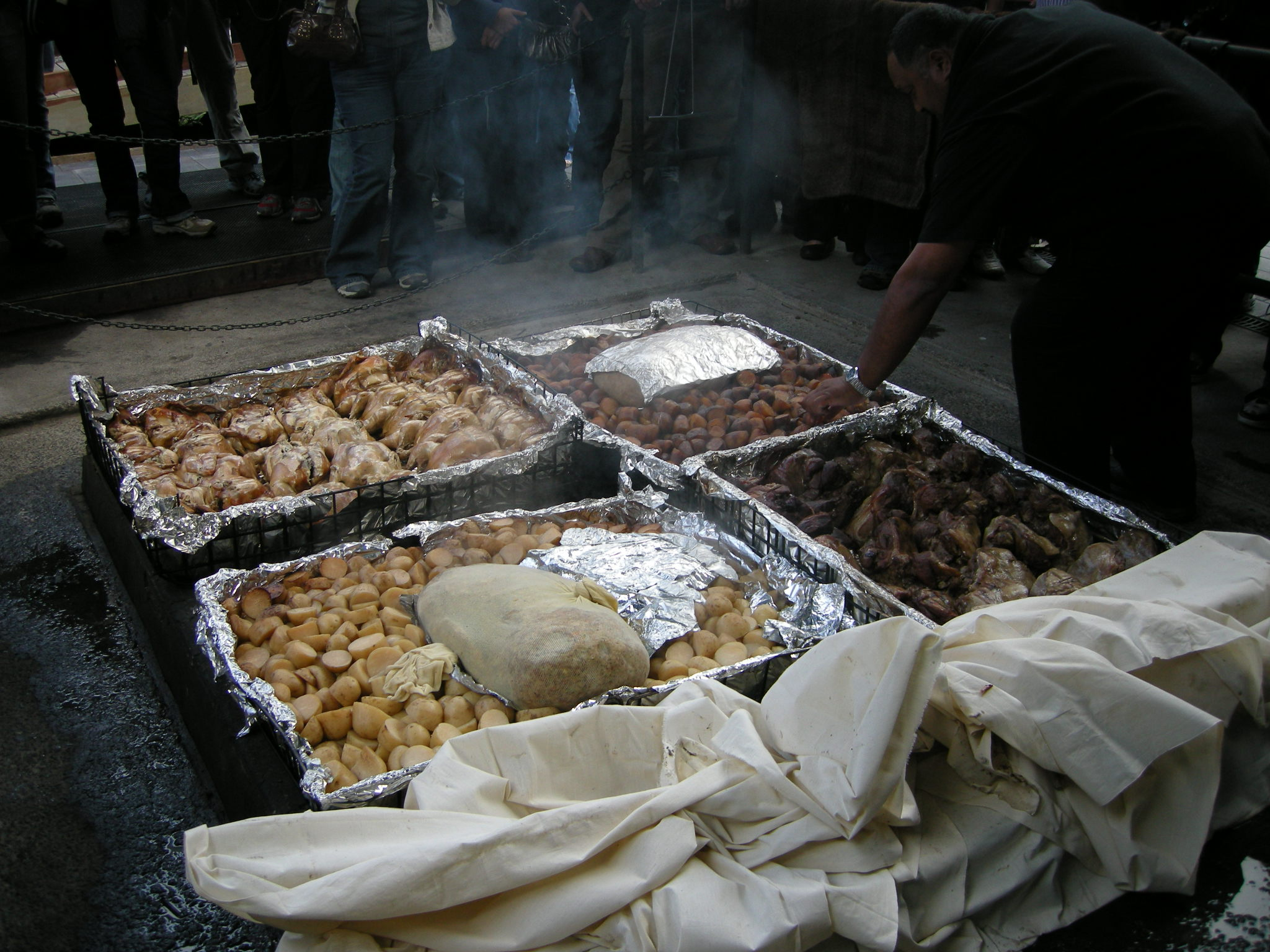
Hangitillredning

Nyzeeländska köket innefattar den matkultur som finns i Nya Zeeland. Kött, speciellt lamm och nötkött är en stor del av kosten. På grund av Nya Zeelands historia är brittiska köket närvarande. Fish and chips är en vanligt förekommande rätt. Kiwi är en vanlig ingrediens.
Desserten pavlova kan ha kommit från Nya Zeeland och är landets nationaldessert.
Den traditionella maoriska grillningsmetoden hangi är utmärkande för landet. Den användes vid speciella tillfällen eller fester, och män gjorde hålet i vilket man lagade köttet som grillades, och kvinnorna tillredde köttet. Processen tar flera timmar.

## Vin
Nya Zeeland är det land inom den Nya världen som mest påminner om den gamla världens vinländer. Vinmakarna har satsat på viner som är mer återhållsamma och franska i sin karaktär än många av de andra länderna inom den nya världen. Vinet som produceras får en speciell karaktär bland annat på grund av det svala klimatet och mycket begränsade skördeuttag. Mest känt är Nya Zeeland för sina vita viner och sin alldeles egna variant av viner på druvan Sauvignon Blanc. Även röda viner på Pinot Noir har rönt stor uppmärksamhet bland vinintresserade i världen.
Nya Zeeland är bland de 30 största vinproducenterna i världen.